# Phyllanthus mkurirae
Phyllanthus mkurirae är en emblikaväxtart som beskrevs av Jean F.Brunel. Phyllanthus mkurirae ingår i släktet Phyllanthus och familjen emblikaväxter.
Artens utbredningsområde är Tanzania. Inga underarter finns listade i Catalogue of Life.